# Isola Madre

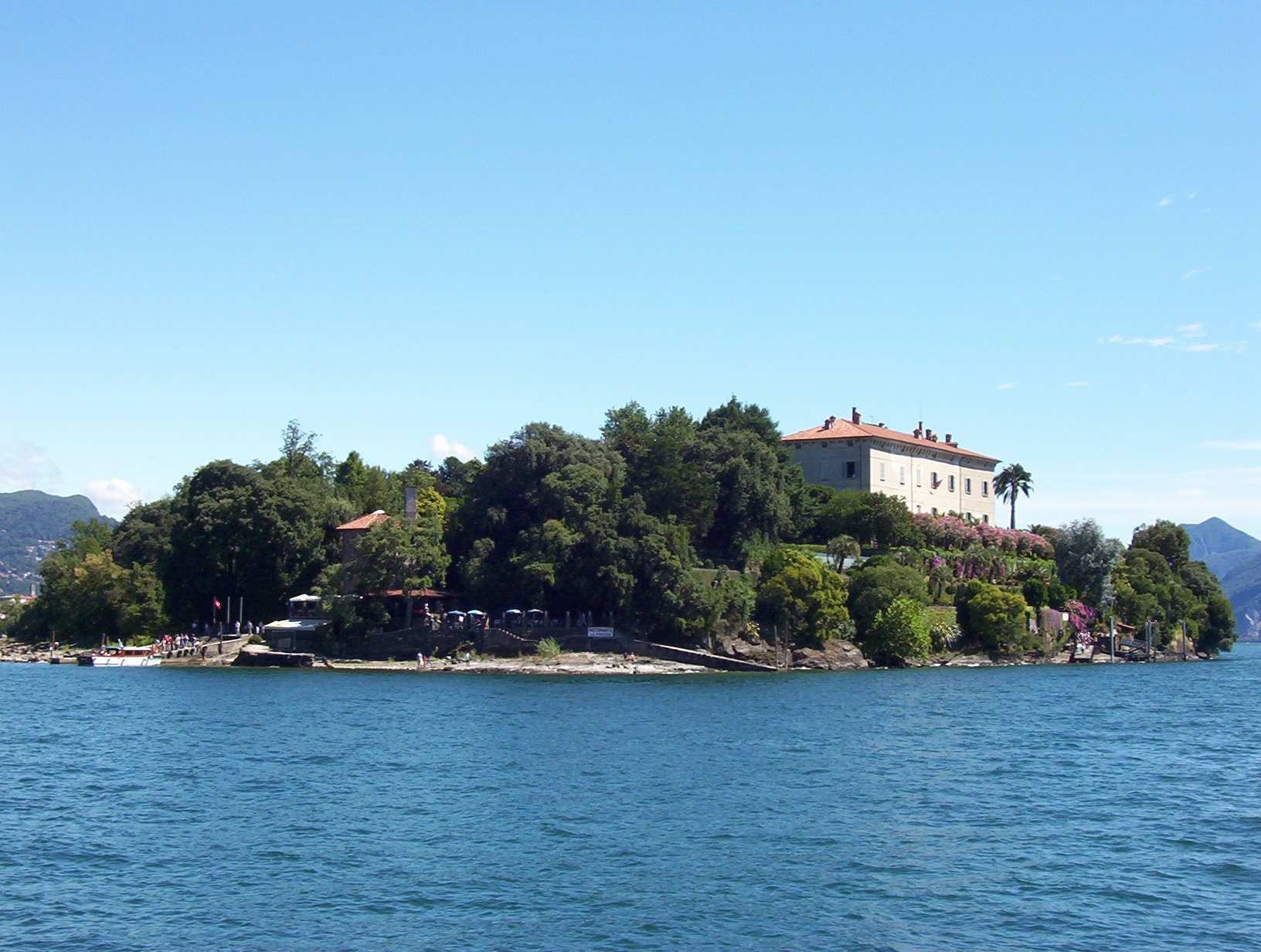
Isola Madre

Lago Maggiore, onde se situa a Isola Madre

Isola Madre, é uma ilha com cerca 220 m de largur por 330 m de comprimento, a maior do arquipélago das ilhas Borromeu, situado na parte alpina do Lago Maggiore, na província italiana de Verbano Cusio Ossola, no Piemonte.
A ilha possui um conjunto edificado e várias estruturas arquitectónicas, mas é mais conhecida pelos seu belo jardim botânico. No passado, a ilha foi chamada de Isola di San Vittore e, mais tarde, de Isola Maggiore.

## História
As fontes históricas disponíveis indicam que já em meados do século IX a ilha tinha uma igreja com ábside e planta quadrada, provavelmente dedicada a San Vittore, um cemitério, cuja existência é recordada pelo actual scala dei morti ("Escadaria dos Mortos"), e possivelmente algumas pequenas estruturas militares. Sabe-se com segurança que se cultivavam aqui oliveiras, cujo azeite seria empregue em cerimónias sacras.
Em 1501, Lancillotto Borromeo, um dos cinco filhos de Giovanni III Borromeo e de Cleofe Pio di Carpi, introduziu na ilha limoeiros da Ligúria e trouxe, para aí morar e cuidar das árvores, um hortelão. Lancillotto iniciou a construção de uma residência familiar na ilha que, em na década de 1580, foi ampliada no estilo renascentista por Renato I Borromeo. Foi por esta época que se iniciou uma excepcional dinastia de jardineiros, os Della Torre, que residiram na Isola Madre até inícios do século XIX.
A partir de 1823-25, por iniciativa do conde Giberto V e Vitaliano IX Borromeo Arese, por mão de Renato I, Giacomo e Francesco Rovelli, uma família de jardineiros originária de Monza, a parte dedicada a pomar da ilha foi convertida num jardim romântico inglês, que é hoje considerado um dos melhores exemplos do estilo em Itália.

## Monumentos
O Palazzo Borromeo foi edificado no século XVI sobre as ruínas da antiga igreja, do cemitério e do eventual forte de San Vittore (em honra do mártir Victor Maurus, "Vítor, o Mouro").
O palácio está rodeado por impressionantes jardins all’Inglese, cobrindo uma área de oito hectares. Destaque especial vai para a scala dei morti que, mais recentemente, foi embelezada por um importante conjunto de glicínias.
A capela da família, datada de 1858, também é digna de nota, em contraste com a de Isola Bella, esta não contêm túmulos ou outros monumentos funerários.